# Ferula peucedanifolia
Ferula peucedanifolia là một loài thực vật có hoa trong họ Hoa tán. Loài này được Willd. mô tả khoa học đầu tiên.